# الجمعية التشريعية لغرب أستراليا
الجمعية التشريعية لغرب أستراليا Western Australian Legislative Assembly، أو مجلس النواب، هي إحدى غرفتي برلمان أستراليا الغربية، وهي ولاية أسترالية. يقع البرلمان في مبنى البرلمان في بيرث، عاصمة أستراليا الغربية. تضم الجمعية التشريعية اليوم 59 عضوًا، يتم انتخابهم لمدة أربع سنوات من دوائر انتخابية ذات عضو واحد. يتم انتخاب الأعضاء باستخدام نظام التصويت التفضيلي. كما هو الحال مع جميع الولايات والأقاليم الأسترالية الأخرى، فإن التصويت إلزامي لجميع المواطنين الأستراليين فوق سن الاقتراع القانوني البالغ 18 عامًا.

## دورها
تبدأ معظم التشريعات في غرب أستراليا في الجمعية التشريعية. الحزب أو الائتلاف الذي يمكن أن تحظى بالأغلبية في المجلس التشريعي يعمل على دعوة من محافظ لتشكيل الحكومة. يصبح زعيم هذا الحزب أو الائتلاف، بمجرد أداء اليمين، رئيس وزراء أستراليا الغربية، ويمكن بعد ذلك أداء فريق من اختيار القائد أو الحزب أو الائتلاف (سواء كانوا في الجمعية التشريعية أو في المجلس التشريعي ) اليمين كوزراء مسؤول عن المحافظ المختلفة. نظرًا لأن الأحزاب السياسية الأسترالية تصوت تقليديًا على أسس حزبية، فإن معظم التشريعات التي قدمها الحزب الحاكم ستمر عبر مجلس النواب.

## تاريخها

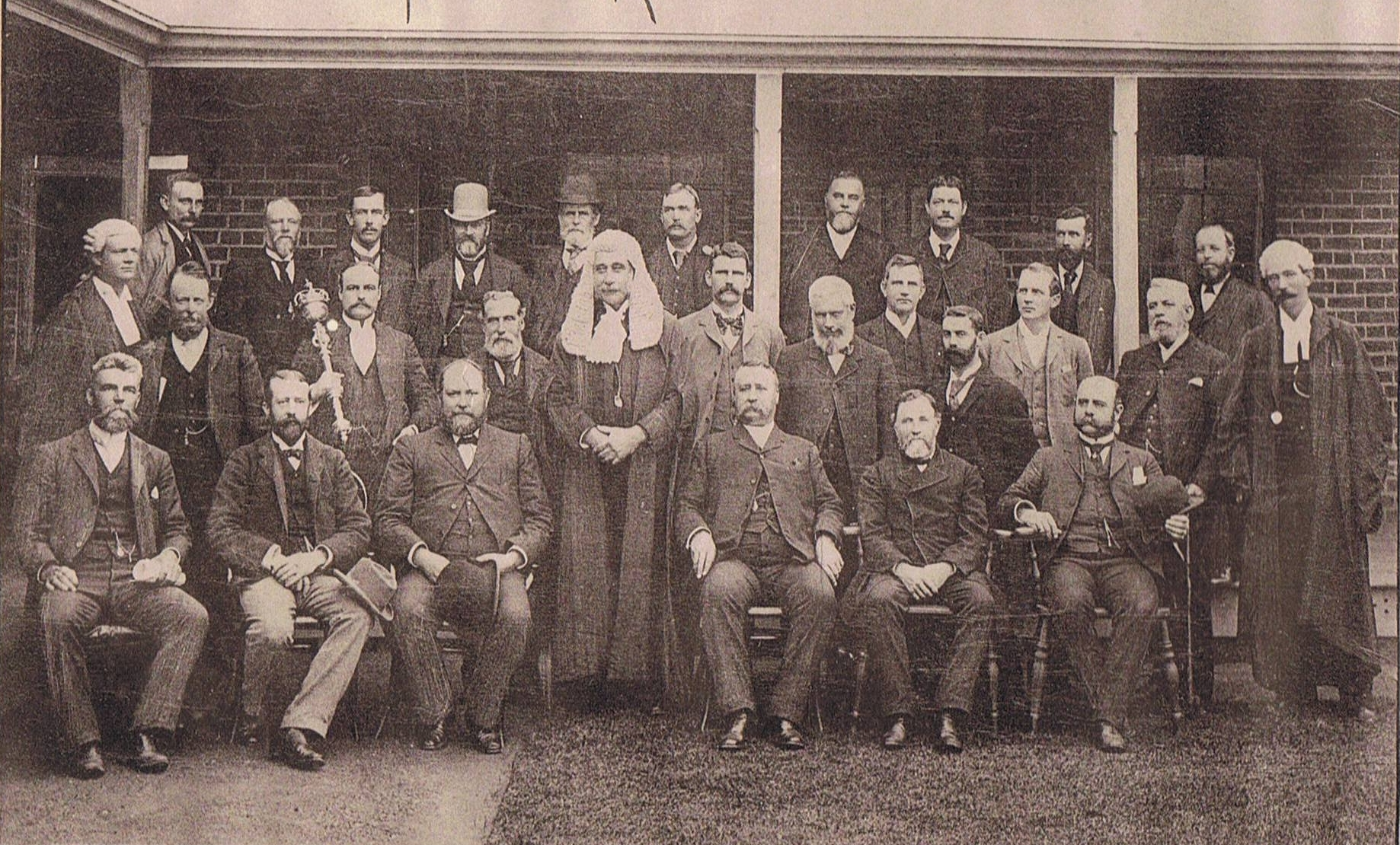
أعضاء الجمعية التشريعية لأستراليا الغربية 1896

كانت الجمعية التشريعية أول هيئة تشريعية منتخبة في غرب أستراليا، بعد أن تم إنشاؤها في عام 1890، عندما اكتسبت أستراليا الغربية الحكم الذاتي. كانت تتألف في البداية من 30 عضوًا، تم انتخابهم جميعًا، على الرغم من أن ملاك الأراضي الذكور فقط هم الذين يمكنهم التصويت. استبدل هذا النظام الذي كان الحاكم مسؤولاً فيه عن معظم الأمور التشريعية، مع المجلس التشريعي المعين فقط لتوجيهه.
تم تمديد حق الاقتراع ليشمل جميع الذكور البالغين في عام 1893، على الرغم من استبعاد الأستراليين الأصليين على وجه التحديد. حصلت النساء على حق التصويت في عام 1899، مما جعل أستراليا الغربية ثاني المستعمرات الأسترالية (بعد جنوب أستراليا ) التي تقوم بذلك. في عام 1921، أصبحت إديث كوان أول امرأة يتم انتخابها لعضوية البرلمان في أي مكان في أستراليا عندما فازت بمقعد الجمعية التشريعية في ويست بيرث عن الحزب القومي .

## التوزيع والإصلاح الانتخابي
لسنوات عديدة، استخدمت أستراليا الغربية نظامًا انتخابيًا لمجلسي البرلمان. في معظم الولايات القضائية الأسترالية، تمثل كل ولاية ناخبة عددًا متساويًا تقريبًا من الناخبين. ومع ذلك، في غرب أستراليا، حتى عام 2008، مثل عضو البرلمان 28519 ناخبًا في بيرث الكبرى ( منطقة مخطط منطقة العاصمة) أو 14551 ناخبًا في البلاد. في الإحصاء السكاني لعام 2006 الذي تم إجراؤه في 8 أغسطس 2006، كان 73.76٪ من سكان أستراليا الغربية يعيشون في بيرث وحولها،  ولكن فقط 34 من مقاعد الجمعية التشريعية 57 في أستراليا الغربية، والتي تمثل 60٪ من الإجمالي، كانت موجودة في منطقة العاصمة. كان هناك دعم قوي بمرور الوقت في بعض الدوائر لمبدأ صوت واحد، قيمة واحدة، لا سيما من حزب العمال الذي كان في وضع غير مؤات في ظل النظام. حتى عام 2005، استمر الإصلاح تدريجياً - حدثت التغييرات الأكثر دراماتيكية مع سن قانون الدوائر الانتخابية لعام 1947 وقانون تعديل القوانين (الإصلاح الانتخابي) لعام 1987، والذي رفع الأخير عدد المقاعد الحضرية من 29 إلى 34.
سريان المفعول  في 20 مايو 2005، ألغى التعديل الانتخابي وقانون الإلغاء لعام 2005 (رقم 1 لعام 2005) التمييز بين الدولة والعاصمة للجمعية التشريعية، ولكن ظلت جميع المقاعد القائمة حتى الانتخابات التالية في 6 سبتمبر 2008. إعادة توزيع المقاعد التي أعلنت عنها لجنة الانتخابات الأسترالية الغربية في 29 أكتوبر 2007 تضع 42 مقعدًا في بيرث و 17 مقعدًا في البلاد، مع اختلاف بنسبة ± 10 ٪ عن متوسط عدد السكان المسموح به عادةً. الفارق الوحيد للمقاعد الريفية هو أن أي مقعد تبلغ مساحته 100,000 كيلومتر مربع (38,610 ميل2) أو أكبر (أي 4٪ من مساحة أراضي الولاية) قد يكون له تباين + 10٪ -20٪ من المتوسط، باستخدام عدد السكان المعدل بناءً على مساحة المقعد بالكيلومترات المربعة.

## التوزيع الحالي لمقاعد الجمعية
30 صوتًا كأغلبية مطلوبة لتمرير التشريعات.